# Godzilla The Series (jogo eletrônico)
Godzilla: The Series é um jogo eletrônico feito pela Crawfish Interactive Limited, e publicado pela Crave Entertainment Inc., o jogo foi lançado no dia 30 de Novembro de 1999.
Godzilla: The Series possui 7 níveis baseados no desenho original, e mais um exclusivo do Game Boy Color.

## Enredo
Ver artigo principal: Godzilla The Series
O enredo do jogo se trata do mesmo do desenho.
O novo Godzilla, encontrado por Nick Tatoupolos no Madison Square Garden, luta contra monstros ao redor do globo junto da equipe EAAH.
As fases do jogo são baseadas nos episódios em que Godzilla enfrentou tais monstros.

## Jogabilidade
O jogo possui uma movimentação predominantemente lateral, como em jogos de beat 'em up.
Há também barras de status, sendo estes:
- HP - É a "saúde" de Godzilla, se a barra se esvaziar o monstro irá morrer e o jogo terminar.

A barra de HP vai aumentando no decorrer do jogo conforme são completas as fases.
- Guard - É a barra de defesa de Godzilla, permite a ele bloquear ataques inimigos e recuperar HP rapidamente, porém, há um limite de tempo, quando este tempo acabar, Godzilla não irá

recuper mais HP.
Quando a barra zerar, Godzilla não será capaz de se defender até que ela cresça novamente.
- Boss - É a barra de HP dos chefes, quando zerada, o chefe será derrotado.

Em si, o jogo consiste de controlar a cabeça de Godzilla e atirar bolas de fogo atômico em seus inimigos ou utilizar outros três golpes disponíveis para serem utilizados ou simplesmente bloquear ataques inimigos, o corpo do monstro anda por si só e é visto somente pela metade pelo fato de ser muito grande.
Na metade de uma fase o jogador encontrará um dos monstros enfrentados por Godzilla no desenho, este monstro é o chefe.
Durante batalhas contra chefes só é possível atirar bolas de fogo e usar o botão de defesa para se proteger dos projéteis lançados pelos mesmos.
Após retirar uma boa parte da vida do chefe, ele irá fugir, e o jogador vai ter de continuar a fase normalmente, depois da segunda metade, o chefe retornará, com o mesmo HP que estava antes de fugir, basta derrotar o chefe de novo e a fase será completa.
Após cada fase ser completa, o jogador ganhará uma senha, assim, é só ele digitar a senha no Modo Password, para acessar a fase quando desejar.
A medida que se marca pontos destruindo inimigos e derrotando chefes, a HP de Godzilla irá aumentar assim como a força de seus outros ataques.
Há também outros ataques a serem ganhos se forem marcados pontos suficientes.

## Monstros
Aqui estão os monstros do jogo.
| Monstro                           | Ocupação      | Primeira aparição | Descrição |
| --------------------------------- | ------------- | ----------------- | --- |
| Abelha Mutante Gigante (Genérica) | Inimigo comum | Fase 3            | Abelhas gigantes que surgiram de uma explosão vulcânica em Santa Marta. |
| Abelha Mutante Gigante (Rainha)   | Chefe         | Fase 3            | A rainha das abelhas gigantes mutantes. Ela e sua espécie surgiram depois de uma explosão vulcânica na ilha de Santa Marta. |
| Crackler                          | Chefe         | Fase 1            | Uma pessoa comum com o nome de Sydney Walker foi submetido a terapia de ondas Theta para curar sua insônia. O problema era que a terapia experimental o mandou para um sono muito profundo e, depois de 45 anos reprimindo sua raiva, a mesma se tornou uma entidade física na forma de Crackler. O Crackler pode não só usar os seus punhos imensos no campo de batalha, mas também pode atirar rajadas concentradas de eletricidade. A criatura foi finalmente derrotada por trazer um fim a fúria de Walker, e o Crackler desapareceu. No jogo, ele tem como habilidade especial a capacidade de atirar bolas de eletricidade das palmas de suas mãos. |
| Crustáceo Rex                     | Chefe         | Fase 5            | Uma mutação que habitava os mares, Crustáceo Rex(Crustaceous Rex em inglês) fez sua casa nas águas em torno da Jamaica. Alimentava-se de Lulas Gigantes, mas acabou indo a superfície procurando por mais comida, por causa da extinção de suas presas no território. No jogo, possui dois tipos de ataque, uma bola de muco que serve para ferir Godzilla, e outra muito maior, que serve para imobilizá-lo. |
| Godzilla                          | Protagonista  | Fase 1            | O monstro protagonista do jogo. Luta contra vários monstros ao redor do mundo junto da EAAH. |
| Helicóptero                       | Chefe         | Fase 2            | Um helicóptero equipado especialmente para derrotar Godzilla. |
| Helicóptero II                    | Chefe         | Fase 6            | Exatamente a mesma coisa que o primeiro, possuindo como único diferencial a força dos ataques e a cor. |
| Lula Mutante Gigante              | Inimigo comum | Fase 5            | Lulas que estão sendo caçadas por Crustáceo Rex, fugiram para a superfície para escapar de seu predador. Acabaram encontrando Godzilla e começaram a confrontá-lo. |
| Solstice Technologies             | Chefe Final   | Fase 6            | A base do antagonista final, Cameron Winter. É uma construção parecida com um castelo, que ataca com mísseis e envia inimigos comuns para atacar Godzilla. |
| Tanque                            | Chefe         | Fase 4            | Um tanque equipado especialmente para derrotar Godzilla. |
| Tanque II                         | Chefe         | Fase 6            | Exatamente a mesma coisa que o primeiro, possuindo como único diferencial a força dos ataques e a cor. |

## Recepção
O jogo teve recepções medianas, sendo elogiado pelas seus gráficos e principalmente o desenho do monstro, mas também foi dito que foi justamente isso que comprometeu a jogabilidade..
O jogo foi criticado pela sua jogabilidade limitada, já que não é possível andar para a esquerda ou direita, por causa do movimento automático.
Alguns enfeites de cenários, como montanhas, águas e casas foram criticados também por se tornarem muito repetitivos depois de certo tempo.
IGN disse que a Crawfish "trapaceou" para fazer Godzilla caber na pequena tela do Game Boy Color, colocando-o somente pela metade.